# Bellús
Bellús – gmina w Hiszpanii, w prowincji Walencja, we wspólnocie autonomicznej Walencja, o powierzchni 9,54 km². W 2011 roku liczyła 359 mieszkańców.